# Pogno
Pogno é uma comuna italiana da região do Piemonte, província de Novara, com cerca de 1.488 habitantes. Estende-se por uma área de 10 km², tendo uma densidade populacional de 149 hab/km². Faz fronteira com Gozzano, Madonna del Sasso (VB), San Maurizio d'Opaglio, Soriso, Valduggia (VC).

## Demografia
| Variação demográfica do município entre 1861 e 2011                               |
|                                                                                   |
| Fonte: Istituto Nazionale di Statistica (ISTAT) - Elaboração gráfica da Wikipedia |